# Брин (Тирингија)
Брин (њем. Brünn/Thür.) град је у њемачкој савезној држави Тирингија. Једно је од 43 општинска средишта округа Хилдбургхаузен. Према процјени из 2010. у граду је живјело 457 становника. Посједује регионалну шифру (AGS) 16069006.

## Географски и демографски подаци
Брин се налази у савезној држави Тирингија у округу Хилдбургхаузен. Град се налази на надморској висини од 420 метара. Површина општине износи 6,1 km². У самом граду је, према процјени из 2010. године, живјело 457 становника. Просјечна густина становништва износи 75 становника/km².

## Међународна сарадња
| Мјесто | Држава    | Врста сарадње | Од    |
| ------ | --------- | ------------- | ----- |
|        | Француска | партнерство   | 1995. |
| Извор  |           |               |       |